# Fabiane Hukuda
Fabiane Mayumi Hukuda (Registro, 12 de julio de 1981) es una deportista brasileña que compitió en judo.
Ganó dos medallas de bronce en los Juegos Panamericanos, en los años 1999 y 2003, y tres medallas de bronce en el Campeonato Panamericano de Judo entre los años 1998 y 2005.
Participó en los Juegos Olímpicos de Atenas 2004, donde fue eliminada en la primera ronda de la categoría de –52 kg.

## Palmarés internacional
| Juegos Panamericanos    | Juegos Panamericanos            | Juegos Panamericanos | Juegos Panamericanos |
| Año                     | Lugar                           | Medalla              | Categoría            |
| ----------------------- | ------------------------------- | -------------------- | -------------------- |
| 1999                    | Winnipeg (Canadá)               | Medalla de bronce    | –52 kg               |
| 2003                    | Santo Domingo (Rep. Dominicana) | Medalla de bronce    | –52 kg               |
| Campeonato Panamericano |                                 |                      |                      |
| Año                     | Lugar                           | Medalla              | Categoría            |
| 1998                    | Santo Domingo (Rep. Dominicana) | Medalla de bronce    | –52 kg               |
| 2003                    | Salvador (Brasil)               | Medalla de bronce    | –52 kg               |
| 2005                    | Caguas (Puerto Rico)            | Medalla de bronce    | –52 kg               |